# 훈시규정
훈시규정이란 법률의 규정 중 오로지 법원이나 행정부에 대한 명령의 성질을 가진 규정을 뜻한다.

## 민사소송법
민사소송법에서 훈시규정은 이에 위반하여도 소송법상의 효력에는 그 영향이 없고 훈시규정의 예로 판결의 선고기일(제207조 제1항), 판결송달의 기일(제210조), 변론기일의 지정(제258조 제2항) 및 항소기록의 송부기일(제400조) 등이 있다.

## 같이 보기
- 강행규정
- 임의규정
- 효력규정